# КАМАЗ-1221 ШАТЛ
КАМАЗ-1221 ШАТЛ — высокоавтоматизированное транспортное средство (уровень автоматизации 5, полностью автоматизированное транспортное средство) — электробус особо малого класса. Совместная разработка ФГУП НАМИ и КАМАЗ. Впервые был представлен в июне 2018 года на специально построенном демонстрационном маршруте, открытом в г. Казань в период проведения Чемпионата мира по футболу 2018. На маршруте была организована перевозка пассажиров в целях ознакомления с новейшими достижениями в области беспилотных автомобильных технологий.
Создан в развитие разработок ФГУП НАМИ по созданию прототипа электромобиля — беспилотного автобуса особо малого класса «Проект ШАТЛ (Широко Адаптивная Транспортная Логистика», который демонстрировался на Московском международном автомобильном салоне в августе 2016 года. Конструкция ШАТЛ не предусматривала рабочего места водителя (полное отсутствие органов управления транспортным средством человеком (руль, педали, сиденье, приборы и т. д.). Разработка проводилась в среде совместного проектного пространства (НАМИ-КАМАЗ) с соблюдением требований к разработке транспортного средства, принятых в автомобилестроении, с учётом технологических процессов предприятий-поставщиков и ОЕМ. Важной особенностью проекта являлось создание пакета технических требований к разрабатываемому автобусу особо малого класса на основе ТР ТС 018/2011 «О безопасности колесных транспортных средств».